# Animal magnetism

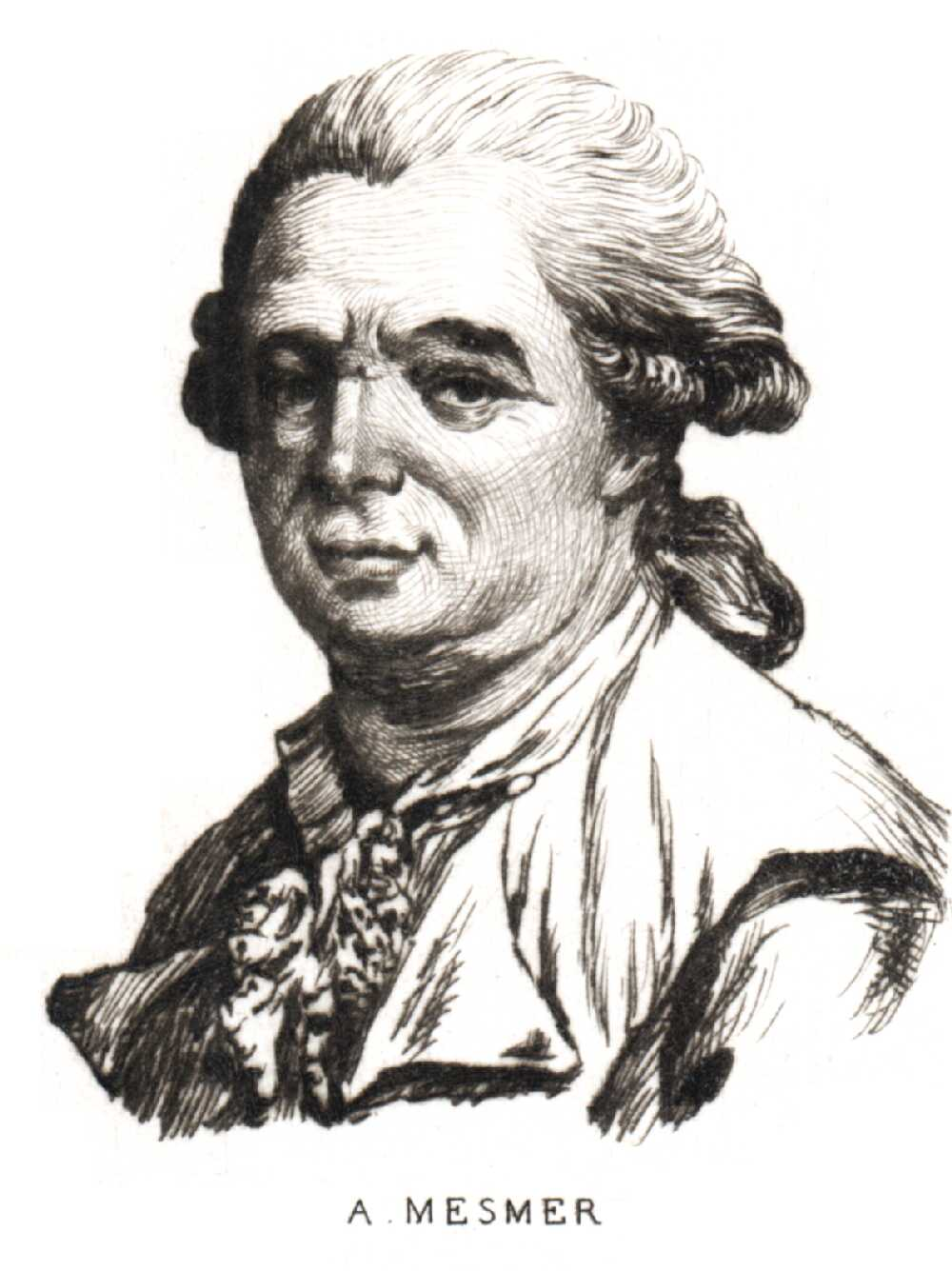
Franz Anton Mesmer

Animal magnetism, eller mesmerism, är en term för den läkedomsteori, som läkaren Franz Anton Mesmer (1734-1815) lanserade. Kosmisk magnetism, hävdade han, är en hemlighetsfull kraft, ett fluidum, som finns överallt och som påverkar djur och människor. Det kan överföras via händerna från en individ till en annan och på så sätt kan sjuka organ läkas. Behandlingen vilade delvis på hypnos.
Mesmer utvisades av de österrikiska myndigheterna ur landet och 1778 flyttade han till Paris. De magnetiska kurerna mot olika sjukdomstillstånd hade en enorm dragningskraft på parisarna och var sin tids främsta samtalsämne. Han orsakade stor uppståndelse där och även sedan han fyttat till Spa i Belgien. Inte minst då patienter fick kramper och anfall efter hans behandling.  
Mesmers metoder granskades 1784 av en kommission under ledning av Benjamin Franklin (som vid denna tid var USA:s ambassadör i Frankrike). Kommissionen kunde snart konstatera att det inte fanns någon magnetism eller elektricitet i metallrören. Inte heller blev de skeptiska kommissionärerna nämnvärt påverkade av att själva genomgå behandlingen. För att kunna förklara de dramatiska reaktioner som många patienter uppvisade inleddes en serie experiment, där några av Mesmers patienter som sades vara särskilt mottagliga för magnetism ingick. I ett av experimenten togs försökspersonerna till en trädgård, där de fick veta att ett av träden i förväg hade blivit magnetiserat. Med förbundna ögon leddes nu försökspersonerna in i trädgården och uppvisade tydliga symptom vid flera olika träd. I rapporten skrevs senare att effekten av Mesmers metod inte var att hänföra till den påstådda animala magnetismen, utan måste anses vara ett utslag av patienternas egen fantasi – d v s deras inlevelse i och tro på att behandlingen skulle medföra en symptomlindring, en tidig förståelse av det som inom modern socialpsykologi kallas för förväntanseffekt, eller inom medicin placeboeffekt. 
Mesmer hade nu avfärdats som en bedragare och kvacksalvare. Han flackade därefter Europa runt på jakt efter rikedom och slutade sina dagar i hemtrakterna kring Konstanz. 
Metoden fick ett uppsving i flera europeiska länder under första halvan av 1800-talet. I Sverige gav läkaren Pehr Gustaf Cederschiöld 1815–1821 ut tidskriften Journal för animal magnetism och skrev flera böcker i ämnet. Mesmers liv och verk ligger till grund för P.O. Enquists 1964 utgivna roman Magnetisörens femte vinter och gav inspiration till Edgar Allan Poes 1845 utgivna novell Fakta i fallet Valdemar.
Mesmer räknas i dag vanligen som den förste som lyckades använda hypnos som behandlingsmetod, även om han själv kanske trodde att han upptäckt hur man på olika sätt kunde påverka kroppens magnetiska energi. Vidare anser vetenskapen att Mesmers klienter i stor utsträckning bestod av hysteripatienter.